# St. Jakobshalle
St. Jakobshalle é uma arena situada em Basileia, no território vizinho do município de Münchenstein, na Suíça. É utilizado principalmente para eventos desportivos e concertos em recinto fechado. A arena tinha inicialmente uma capacidade para 9.000 pessoas e foi inaugurada em setembro de 1976. É o palco do torneio de ténis masculino Swiss Indoors.
Todos os anos, os melhores jogadores de badminton do mundo reúnem-se para o seu torneio internacional do Grande Prémio e os melhores jogadores europeus de Sepak takraw encontram-se.

## História
O torneio anual de ténis masculino Swiss Indoors realiza-se no St. Jakobshalle desde 1975 e o Torneio Internacional Top de Volley Feminino desde 1989. O torneio equestre internacional CSI Basel realiza-se no local todos os anos desde 2010.
Outros eventos desportivos incluem o Campeonato Mundial de Andebol Masculino de 1986, o Open da Suíça de 1991, o Campeonato Mundial da IIHF de 1998, o Campeonato Europeu de Andebol Masculino de 2006, o Campeonato Mundial da BWF de 2019, o Campeonato Europeu de Andebol Feminino de 2024, o Campeonato Europeu de Andebol Masculino de 2028 e o Campeonato Mundial de Curling Masculino em 2012 e 2016.
Foi a casa da equipa de hóquei no gelo do EHC Basel de 1976 a 2002, antes de a equipa se mudar para a St. Jakob Arena, inaugurada em outubro de 2002. Segundo a biografia de Bob Dylan, Chronicles: Volume One, decidiu, após um concerto em St. Jakobshalle, fazer a digressão Never Ending Tour.
Em maio de 2025, a arena acolheu o Festival Eurovisão da Canção, após a vitória de Nemo no evento do ano anterior com «The Code».

## Renovação
Em janeiro de 2015, o Grande Conselho de Basileia-Stadt aprovou um empréstimo de 105 milhões de francos suíços para a renovação e modernização da sala, com 89 votos a favor e uma abstenção. Entre 2016 e 2018, a sala foi totalmente renovada e a sua tecnologia actualizada para o estado da arte. Reabriu em outubro de 2018 e tem agora uma capacidade de 12 400 espectadores na arena principal. O complexo alberga ainda cinco salas mais pequenas com capacidade variável, um centro de negócios, uma área VIP, quatro ginásios e uma piscina de 25 metros. O parque de estacionamento tem 1.465 lugares.
Após o sucesso do tenista suíço e natural de Basileia, Roger Federer, o diretor desportivo de Basileia anunciou que o recinto passaria a chamar-se “Roger Federer Arena” após a atual renovação, mas tal foi bloqueado por uma votação do conselho local.